# Anticorpi anti-proteine citrullinate
Gli anticorpi anti-citrullina (anti-CCP) o anticorpi anti peptidi ciclici citrullinati (ACPA) sono autoanticorpi (anticorpi diretti contro il self, cioè le proteine di un individuo) che hanno come bersaglio i peptidi e le proteine citrullinate. Sono presenti nella maggior parte dei pazienti affetti da artrite reumatoide. Clinicamente, i peptidi citrullinati ciclici (CCP) vengono spesso utilizzati per rilevare questi particolari anticorpi nel siero o plasma del paziente (che per questo motivo sono chiamati anticorpi anti-peptidici citrullinati).
La citrullina è normalmente prodotta nell’organismo umano come parte del metabolismo dell’aminoacido arginina. In particolare nel corso di un processo infiammatorio, i residui di amminoacidi di arginina possono essere convertiti enzimaticamente in residui di citrullina ed in proteine come la vimentina, mediante un processo chiamato citrullinazione. A livello delle articolazioni dei soggetti affetti da artrite reumatoide (AR), questa conversione avviene con una elevata velocità. Se la struttura proteica viene ad essere significativamente alterata, queste proteine possono essere riconosciute dal sistema immunitario come antigeni, generando così una risposta immunitaria diretta contro queste proteine presenti nelle articolazioni. 
Gli anticorpi anti-CCP si sono dimostrati utili biomarcatori nella diagnosi precoce di artrite reumatoide (AR) e permettono anche d'identificare i soggetti maggiormente esposti alla forma erosiva della malattia. 
Nel luglio 2010 sono stati introdotti i criteri di classificazione dell'artrite reumatoide ACR/EULAR 2010. Questi nuovi criteri di classificazione includono il test per gli anticorpi anti-CCP e modificano i "vecchi" criteri ACR del 1987.

## Storia
La presenza di autoanticorpi diretti contro le proteine citrullinate in pazienti affetti da artrite reumatoide (AR) è stata descritta per la prima volta a metà degli anni '70, quando furono studiate le basi biochimiche della reattività degli anticorpi contro cheratina e filaggrina.
Studi successivi hanno dimostrato che gli autoanticorpi dei pazienti affetti da AR reagiscono con una serie di diversi antigeni citrullinati, tra cui il fibrinogeno, l'antigene nucleare del virus di Epstein-Barr (EBNA) e la vimentina, che è un membro della famiglia dei filamenti intermedi di proteine.
Negli anni successivi sono stati sviluppati diversi tipi di test per rilevare gli ACPA, impiegando vimentina citrullinata mutata (dosaggio MCV), peptidi derivati dalla filaggrina (dosaggio CCP) e peptidi citrullinati virali (dosaggio VCP).
Uno studio clinico del 2006 ha dimostrato che gli anticorpi anti peptide citrullinato (VCP) (isotipi IgG e IgA) rappresentano un marcatore specifico che differenzia l'artrite reumatoide (AR) da altre artriti croniche, suggerendo una produzione indipendente di ciascun isotipo. 
Nel 2010, il test ACPA è diventato una parte sostanziale dei criteri di classificazione ACR-EULAR 2010 per l'artrite reumatoide.

## Interpretazione e significato clinico
L'esame per la ricerca degli anticorpi anti-CCP generalmente viene richiesto in associazione alla ricerca del fattore reumatoide (FR), in pazienti che presentino segni e sintomi compatibili con un'artrite infiammatoria ancora di significato incerto.
In uno studio risalente al 2007, vari kit di rilevamento hanno dimostrato una sensibilità compresa tra il 69,6% e il 77,5% e una specificità tra l'87,8% e il 96,4%.
Talvolta l'esame viene richiesto in seguito ad un risultato negativo del test per il fattore reumatoide (FR) nel caso persistano segni e sintomi suggestivi di AR: nonostante la buona affidabilità di questi test immunologici, ad esempio i test CCP, si deve sottolineare come la loro sensibilità sia sostanzialmente paragonabile a quella del fattore reumatoide (RF).
Inoltre, si deve considerare che l'analisi della correlazione del titolo anticorpale anti-CCP con l'attività di malattia da artrite reumatoide (AR) ha prodotto risultati contrastanti.
Sono stati sviluppati diversi nuovi sistemi di test che utilizzano ACPA. La vimentina citrullinata è un autoantigene molto promettente nell'artrite reumatoide (AR) e uno strumento adatto per lo studio di questa malattia autoimmune sistemica. La vimentina è secreta e citrullinata dai macrofagi in risposta all'apoptosi, o da citochine pro-infiammatorie, come il fattore di necrosi tumorale-alfa (TNF-alfa).